# Подземелье (ролевые игры)

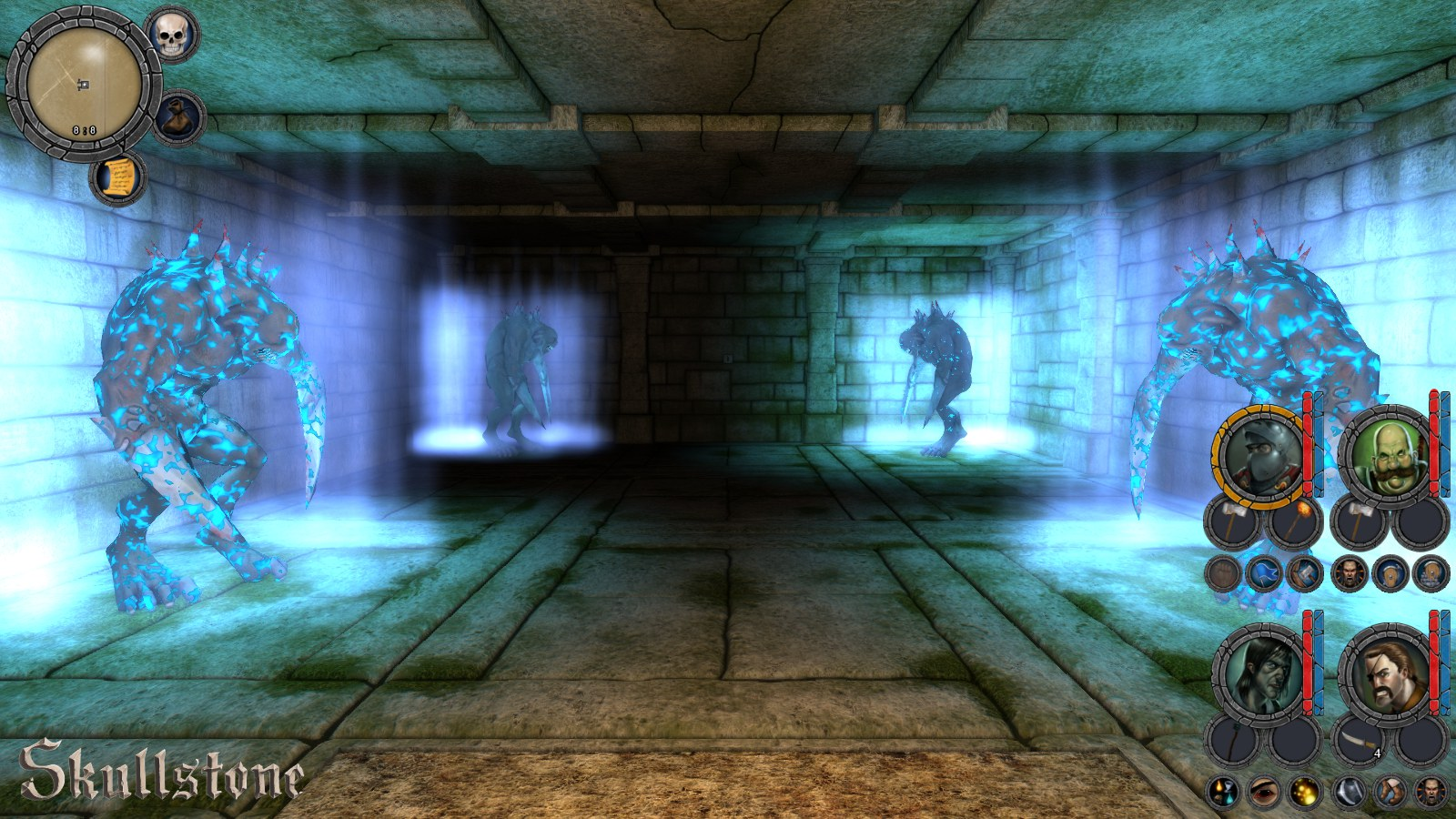
Скриншот из Skullstone, игра в стиле Dungeon Master.

Подземелье (англ. dungeon) или данжен-кроулер (англ. dungeon crawler) — тип локации и жанр в настольных и компьютерных ролевых играх. Представляет собой лабиринтообразное подземелье (пещера, древний храм, катакомбы и т. п.), по которому странствуют герои, уничтожая населяющих подземелье монстров и забирая себе разного рода сокровища. Построенный на путешествии по подземелью сценарий ролевой игры, так называемый dungeon crawl (с англ. — «ползание по подземелью»), исключительно прост, а потому и распространён. Он может быть очень привлекательным для игроков, желающих всецело сосредоточиться на боях и действии. Термин dungeon crawl иногда используется в негативном смысле, поскольку сценарии в подземельях лишены сколько-нибудь связного сюжета, а зачастую и логической состоятельности. Тем не менее, с середины 2000-х годов значимым явлением в настольных ролевых играх становится возрождение старой школы, которое пересматривает подход к подземельям в играх, рассматривая их как генератор сюжета, инициатива использования которого находится в руках игроков.
Некоторые игры, как настольные, так и компьютерные, пародируют принципы dungeon crawl. Например, его высмеивает пародийная настольная карточная игра «Манчкин», выходящая под девизом «Мочи монстров, хапай сокровища, подставляй друзей».
Многие компьютерные ролевые игры всецело сводятся к «ползанию по подземельям» либо включают в себя локальные сценарии соответствующего вида. Так, по этому принципу устроено большинство ролевых игр жанра roguelike. В таких играх герой входит в некое подземелье, сражается с монстрами, подбирает ценные вещи; в конце подземелья его может ждать босс, победа над которым вознаграждается особо ценными вещами. Если герой покидает подземелье и входит в него снова, монстры, сундуки с сокровищами, ловушки и тому подобное снова возникают на прежних местах либо создаются случайным образом на случайных же позициях; во многих играх само подземелье может генерироваться случайным образом. Всё это стимулирует игрока к повторным посещениям подземелья. Кроме того, низкая вероятность получения каких-то редких предметов и появления редких монстров подталкивает игрока к необходимости раз за разом «зачищать» подземелье в надежде получить желаемое.

## Подземелья в ММО
В массовых многопользовательских ролевых играх иногда применяется особый подход к устройству подземелий — «инстансы» (от англ. instance dungeon, «подземелья по заказу»), предполагающий создание отдельной копии подземелья для каждой находящейся в нём группы игроков.
Как правило, сил отдельного игрока для прохождения подземелья в MMORPG недостаточно, и для этого надо сформировать организованную группу определенного состава. Для каждой группы персонажей, вошедших в подземелье, создается его отдельная копия, что делает невозможной победу за счет численности. Если в подземелье войдет другая группа, она окажется в другой копии подземелья и никогда не встретится с первой группой.
Копия перестает существовать в тот момент, когда её покидает последний член группы, или когда группу распускают. В последнем случае может существовать функция «обновить подземелье», восстанавливающая исходное расположение рядовых противников и боссов, квестовые предметы, собираемые ресурсы подземелья и т. п.
В некоторых играх наряду с инстансами существуют так называемые рейдовые подземелья, вмещающие уже несколько групп. На высоких уровнях развития персонажа рейды являются одним из основных его занятий, так как без них невозможно собрать требуемую экипировку. Прохождение некоторых рейдов чрезвычайно сложно и сопровождается многочисленными вайпами.

## Подземелья в массовой культуре
Существует популярная постановочная видеозапись гибели рейда в подземелье «Вершина Чёрной горы» World of Warcraft из-за необдуманных действий его участника Лироя Дженкинса.

## Литературные прообразы
Подземелья как сценарий для настольной ролевой игры возник ещё в самых ранних редакциях системы Dungeons&Dragons; сама идея посещения подземелий — dungeons — вынесена в название системы. На формирование этого рода сценариев в Dungeons&Dragons повлияли такие книги, как «Хоббит, или Туда и обратно» Дж. Р. Р. Толкина, рассказы Фрица Лейбера о Ланкмаре, «Три сердца и три льва» Пола Андерсона, «Сага о Кугеле» из книги «Умирающая Земля» Джека Вэнса.